# Celestýn V.
Svatý Celestýn V. (1209/10 Molise – 19. květen 1296), vlastním jménem Pietro Angelario či Pietro da Morrone či  Pietro Angelari da Murrone. Žil jako poustevník na hoře Morrone u města Sulmony ve středovýchodní Itálii v provincii Abruzzo. Papežem byl zhruba pět měsíců (5.7.1294 – 13.12.1294).

## Z poustevníka papežem

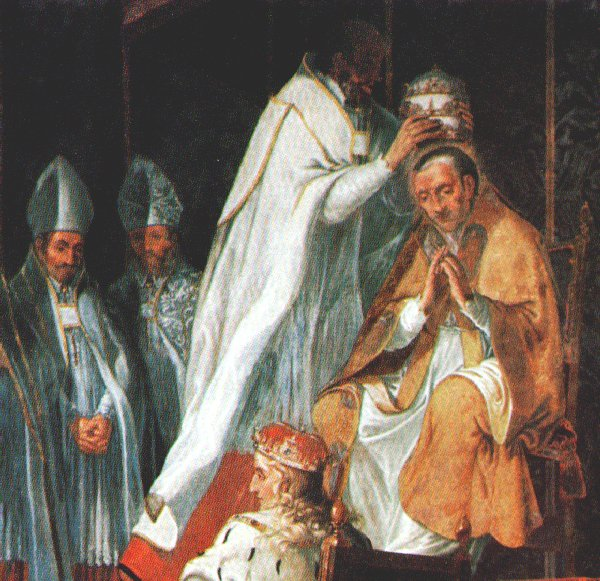
korunovace

Po smrti Mikuláše IV. se znepřátelené římské rody Colonnů a Orsiniů a vyhnaný sicilský král Karel II. z Anjou nemohli shodnout na novém papeži. Dva roky probíhalo bezúspěšné vyjednávání, až kardinál Latinus Malabranca navrhl na papeže Pietra Angelariho. Soupeřící strany s kandidátem jako neutrální osobou souhlasily a kardinálové jej 5. července 1294 zvolili papežem. Poselstvo se vydalo za Pietrem na horu Morrone a udivenému poustevníkovi oznámilo, že byl zvolen papežem. Pietro se však (podle Petrarky) dal na útěk, neboť oznámení poselstva považoval za ďáblovo pokušení. Poslové ho však zadrželi a odvezli do Aquily ke králi Karlovi. Tam byl také v kostele Santa Maria di Collemaggio korunován jako Celestýn V.
Nový papež byl donucen přesídlit do Neapole, kde sídlil Karel II. z Anjou, a po celou dobu svého krátkého pontifikátu byl loutkou v jeho rukou. Pietro se nikdy se svým jmenováním nesmířil. Úřední záležitosti svěřil třem kardinálům a otevřeně hovořil o své touze vrátit se zpět do poustevny v horách. Ctižádostivý kardinál Benedetto Caëtano (jeho nástupce Bonifác VIII.) mu v noci hlásnou troubou do jeho cely volal: „Celestýne, Celestýne, slož svůj úřad, neboť toto břímě je na tebe příliš těžké.“ Celestýn to považoval za hlas Boží a radostně ho 13. prosince poslechl. Neapolskému králi tento krok vyhovoval, protože se pro něj nevzdělaný a prostoduchý Pietro stával politickou zátěží. Nic nepomohlo, že proti jeho abdikaci protestovali benediktini a neapolský lid. Kardinálové pak na nátlak Karla z Anjou zvolili Benedetta Caëtana jako Bonifáce VIII. Pietro Angelario se pokoušel uprchnout z Neapole zpět do abruzzských hor. Nový papež Bonifác VIII. ho však zajal a uvěznil na hradě Fumone u Ferentina v Kampánii. Zde 19. května 1296 nevinný vězeň zemřel. Jeho tělo bylo později přeneseno do Aquily.

## Recepce
Krátce po smrti, možná i za svého života, byl také ztotožňován s „andělským papežem“ z proroctví Joachima da Fiore (podle jeho příjmení Angelari). Již v roce 1313 jej papež Klement V. prohlásil za svatého.
Dle některých výkladů se na Celestýna V. vztahují verše z Dantova Pekla:
Mnohého znal jsem v zástupu těch stínů,

však zvláště jednoho jsem rozeznával:

ten pro zbabělost vzdal se slavných činů.
(Peklo 3,57-60, překlad Otto František Babler a Jan Zahradníček)
Vykladači (včetně Dantova syna Jacopa Alighieriho) tak kladou papeže mezi ty, kteří se ze zbabělosti či lhostejnosti nepostavili ani na stranu dobra, ani na stranu zla a nezaslouží si tak ani odměnu, ani trest. Dante sám ale nikoho nejmenuje, což dává vykladačům volné pole působnosti. Český dantista Jan Blokša vypočítává ve svém komentáři z možných interpretací Ezaua, Piláta Pontského, Diokleciána, Juliána Apostatu, Romula Augustula či florentské státníky Vieri dei Cerchiho a Giana della Bellu. Výklad o Celestýnu V. však není dle Blokšy nepravděpodobný, protože Celestýn svou abdikací ponechal volné pole působnosti nenáviděnému Bonifáci VIII., což nelze "nijak schváliti ani u takového, který za živa již světcem jmín byl".  Blokša také upozorňuje, že Božská komedie vznikla několik let před Celestýnovou kanonizací.
Francesco Petrarca naopak tomu v traktátu De vita solitaria papežovo rozhodnutí k rezignaci chválí a dává ho za příklad samotářského života.
Ve filmové fikci Celestinské proroctví je papež Celestýn V. představen jako, ten, kdo radil ukrýt rukopisy proroctví.